# Circolo Nautico Posillipo 1963
Questa voce raccoglie le informazioni riguardanti il Circolo Nautico Posillipo nelle competizioni ufficiali della stagione 1963.

## Stagione
Nella stagione 1966 il Posillipo partecipa al campionato di serie B.

## Rosa
| N° |                   | Ruolo | Giocatore        |
| -- | ----------------- | ----- | ---------------- |
|    | Italia (bandiera) | P     | Mario Magni      |
|    | Italia (bandiera) |       | Maurizio Tortora |
|    | Italia (bandiera) |       | Rosario Improta  |
|    | Italia (bandiera) |       | Enzo Corsica     |
|    | Italia (bandiera) |       | Paolo Luongo     |
|    | Italia (bandiera) |       | Lucio Rossi      |

| N° |                   | Ruolo | Giocatore         |
| -- | ----------------- | ----- | ----------------- |
|    | Italia (bandiera) |       | Antonio Consiglio |
|    | Italia (bandiera) |       | Mattia Aversa     |
|    | Italia (bandiera) |       | Renato Caramanna  |
|    | Italia (bandiera) |       | Mario Liotti      |
|    | Italia (bandiera) |       | Salvatore Caruso  |